# 10 Aquilae
Désignations
10 Aquilae (en abrégé 10 Aql), également désignée V1286 Aquilae, est une étoile variable de la constellation de l'Aigle, située à ∼ 240 a.l. (∼ 73,6 pc) de la Terre.